# Григор Христов (Връбник)
Григор (Григорий, Глигор) Христов Хаджията е български революционер, участник в Българското опълчение.

## Биография
Роден е в 1858 година в село Връбник, Костурско, тогава в Османската империя. Емигрира в Румъния, където влиза в средите на революционната емиграция. Участва като доброволец в Сръбско-турската война през 1876 година. Преди избухването на Руско-турската война на 28 април 1877 година се записва доброволец в Българското опълчение и служи в IV рота на I опълченска дружина. Уволнен е на 1 юли 1878 година.
След създаването на Княжество България се установява в Баница, Врачанско, където се жени, занимава се с кръчмарстнво и земеделие и ходи до Божи гроб.
При избухването на Балканската война, макар и на 54 години, се записва доброволец в Македоно-одринското опълчение, за да се сражава за свободата на Македония. Тежко ранен е отнесен в София за лечение, където умира на 28 април 1914 година.